# Jardín de pulpos
El jardín de pulpos es actualmente una de las mayores congregaciones de estos cefalópodos del que se tiene registro. Localizado a una profundidad de aproximadamente 3,200 metros en las aguas de la costa central de California, el sitio de anidación fue descubierto en 2018, año en el que la Oficina Nacional de Administración Oceánica y Atmosférica de Estados Unidos (NOAA), del Monterey Bay National Marine Sanctuary y de Nautilus Live observaron miles de pulpos anidando conjuntamente en el lecho marino profundo.

## Origen

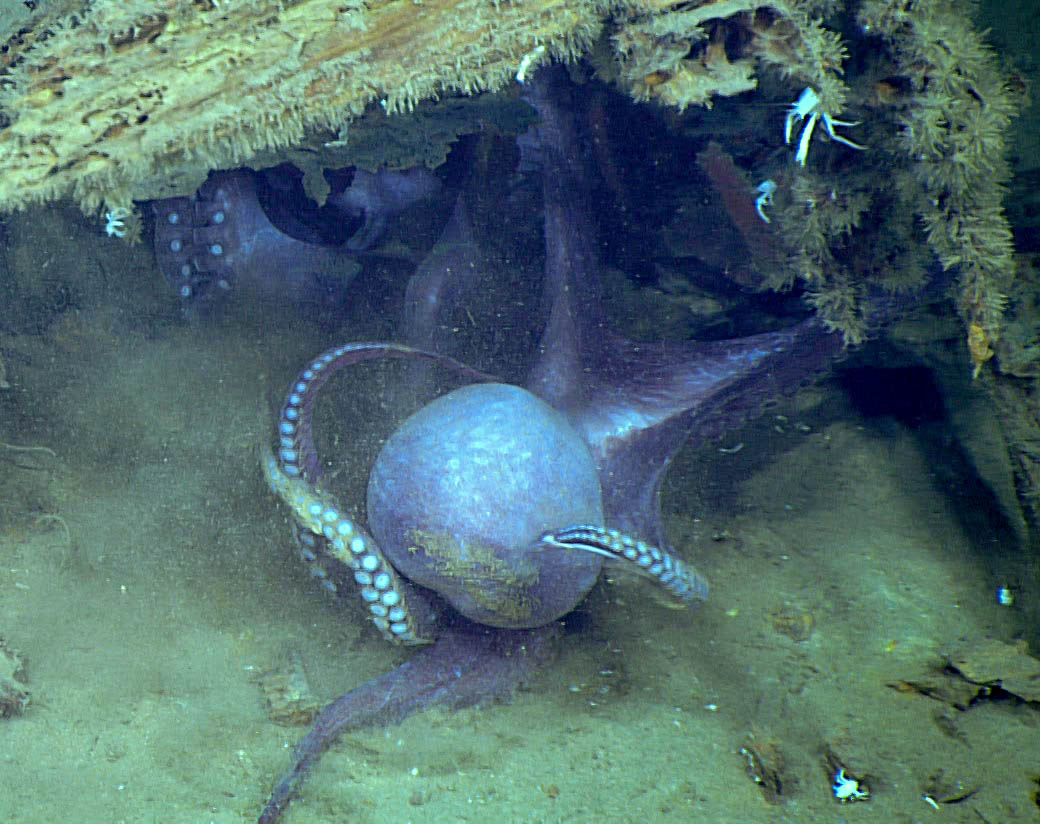
Pulpo Muusoctopus. Especie habitante del jardín

El motivo para que miles de ejemplares de la especie Muusoctopus robustus (apodada pulpo perla) migren al jardín se debe a que este se localiza cerca de un volcán extinto, el volcán Davidson, que favorece la formación de manantiales hidrotermales ideales para aparearse, anidar y morir.
El calor de los manantiales desempeña un papel clave al aumentar las tasas metabólicas. A los tres kilómetros de profundamente las aguas oceánicas poseen una temperatura de 1.6 °C, sin embargo, el agua en torno a las grietas y hendiduras de los respiraderos hidrotermales alcanza casi 11 °C, permitiendo acelerar el desarrollo embrionario y, al mismo tiempo aumentar el éxito reproductivo.
A profundidades similares a la cual se localiza el jardín de pulpos, las bajas temperaturas provocan que los huevos de pulpo perla eclosionen en tiempos de entre cinco y ocho años, sorprendentemente, gracias a la temperatura provista por los manantiales los huevos eclosionan en menos de dos años.
Como la mayoría de los cefalópodos, los pulpos perla adulto mueren en masa después de reproducirse. El jardín posee un 72% más de alimento para la rica comunidad de carroñeros que son atraídos, incluidos isópodos, cangrejos y peces, que las aguas circundantes.
Para mantener a los carroñeros y depredadores lejos de los huevos, las hembras nidificantes empujan los cadáveres de los individuos muertos, lo que no solo mantiene a los huevos seguros, sino que deja sitios disponibles en el jardín para que nuevas hembras puedan disponerse durante la incubación.

## Actualidad
Hasta ahora ha sido posible documentar cinco jardines o viveros de pulpos de aguas profundas. Dos frente a las costas de California central, dos frente a la costa de Costa Rica y uno más cerca de la isla de Vancouver. El primero de estos viveros en ser descubierto se localiza frente a las costas de Costa Rica en 2013 con un grupo de pulpos superior a los cien individuos.
Actualmente el Jardín de Pulpos está protegido como parte del Monterey Bay National Marine Sanctuary, pues el cambio climático, la pesca y la minería amenazan las profundidades marinas y por ende la existencia del jardín.